# Espaço Lúcio Costa
O Espaço Lúcio Costa é um museu temático de Brasília, capital do Brasil. Foi aberto em 1992 e é dedicado ao arquiteto, urbanista e professor Lúcio Costa (1902-1998), vencedor do Concurso Nacional para o Plano Piloto de Brasília, que definiu o projeto da cidade, inaugurada em 1960.
Localizado sob a Praça dos Três Poderes, sendo parte do Centro Cultural Três Poderes (CC3P), o Espaço é administrado pela Secretaria de Estado de Cultura do Distrito Federal e fica aberto de terça a domingo - inclusive feriados - das 9h às 18h, e conta com plataforma de acessibilidade para cadeirantes além de maquete tátil para deficientes visuais.
Em seu interior fica a Maquete de Brasília, circundada por uma galeria onde se encontram expostas cópias dos croquis e do Relatório do Plano Piloto apresentadas por Costa em 1957 ao júri internacional, além de fotos históricas da época da construção e inauguração da cidade. A concepção da exposição é do Costa, enquanto o projeto do museu, assim como outras arquiteturas da cidade, é de Oscar Niemeyer.

## História
Idealizado por Oscar Niemeyer, sua construção foi subsidiada pela Fundação Bradesco tendo seu projeto feito no fim dos anos 1980. Foi inaugurado em 27 de fevereiro de 1992, por ocasião das comemorações dos noventa anos de Lúcio Costa.
O museu foi concebido para ser uma construção subterrânea discreta na Praça dos Três Poderes, visto que o local já tem muitos pontos de interesse visual.

## Acervo
O local abriga na sua área de exposição permanente a maquete de Brasília, a maquete tátil de Brasília voltada a pessoas com deficiência visual, painéis expositores com cópias do relatório justificativo, do projeto urbanístico apresentados por Lúcio Costa em 1957 a comissão do Concurso Nacional do Plano Piloto da Nova Capital do Brasil  e dos dois únicos edifícios projetados por ele na cidade, a Torre de TV de Brasília e a Rodoviária do Plano Piloto, e também fotos das décadas de 1950 e 1960, época da construção e inauguração da cidade. A concepção da exposição é do próprio Lúcio Costa.

O museu fica aberto, assim como os outros equipamentos que compõem o Centro Cultural Três Poderes, de terça a domingo das 9h às 18h.

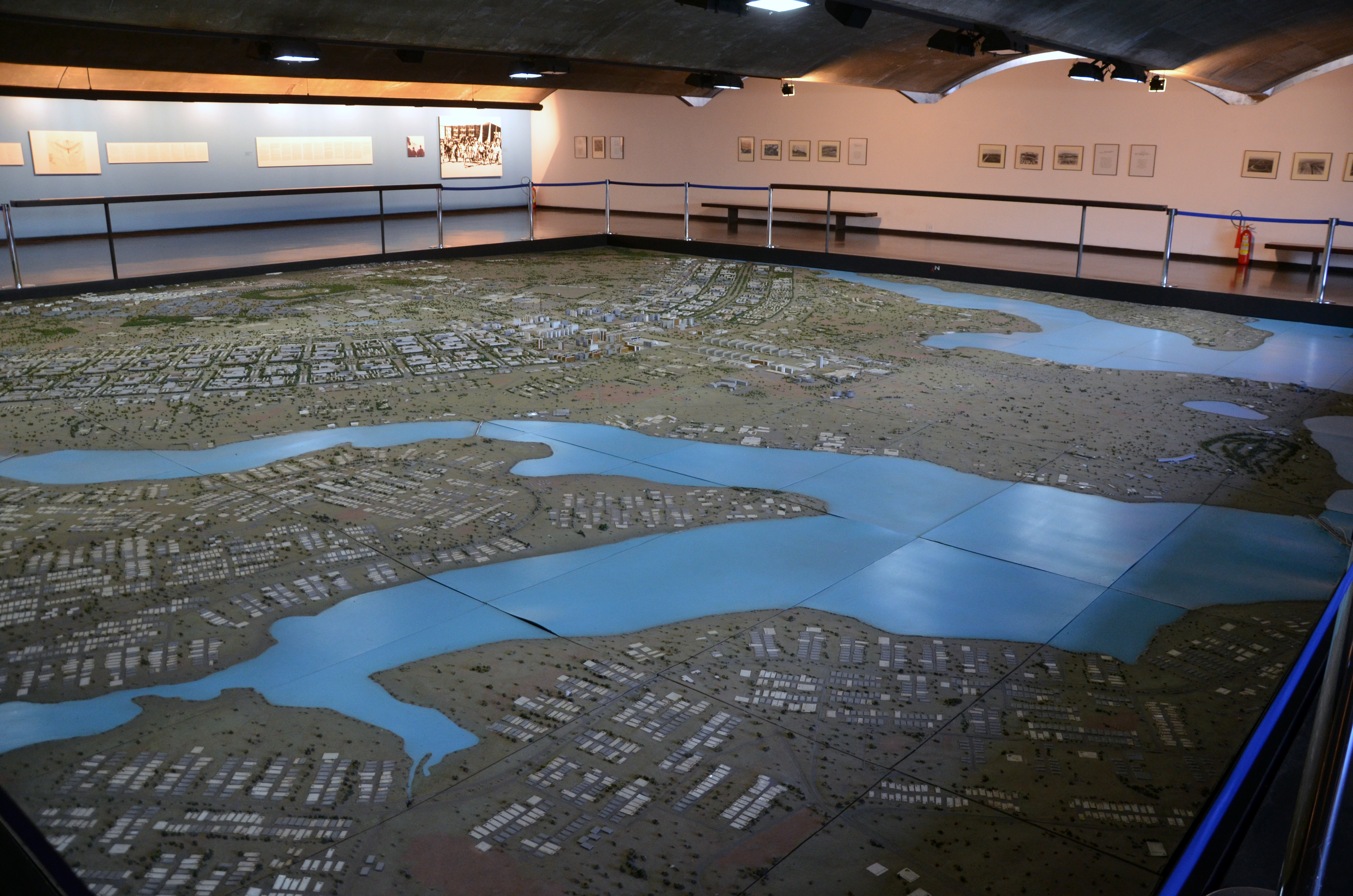
Interior do Espaço Lucio Costa, com a maquete de Brasília e ao fundo as cópias dos croquis e do Relatório do Plano Piloto.

### A Maquete de Brasília
Apesar dos documentos históricos e imagens presentes no museu, a enorme maquete se destaca no espaço.
Ela foi feita durante o ano de 1988, em aproximadamente onze meses, e foi exposta pela primeira vez ao público em dezembro de 1988 no Museu de Arte Moderna do Rio de Janeiro. No 29º aniversário de Brasília, em 21 de abril de 1989, a maquete veio a público na capital federal pela primeira vez, sendo exibida no Panteão da Pátria e da Liberdade e em seguida em um shopping entre de maio a junho. Em setembro, foi para a Argentina, fazendo parte da exposição brasileira na III Bienal Internacional de Arquitetura de Buenos Aires. Continuou a carreira internacional indo até a Europa, em uma exposição sobre Brasília em Praga, na então Tchecoslováquia, em 1990.
Em fevereiro de 1992, a maquete retorna a Brasília, ficando provisoriamente no Senado Federal e chegando ao seu local definitivo no Espaço Lúcio Costa no dia 27 de fevereiro.

#### Restaurações e adições
A maquete foi restaurada pela primeira vez em  setembro de 1994 quando teve o seu sistema de iluminação trocado. A segunda restauração aconteceu entre novembro e dezembro de 1997.
Na terceira restauração, entre fevereiro e abril de 2002, a maquete recebe as primeiras adições, com as mudanças ocorridas na cidade desde a criação da maquete em 1988, que ficaram em cor cinza para diferenciar. Também foi instalado um sistema de som com informações em quatro línguas.

Em abril de 2007, uma manutenção de rotina feita para as comemorações do 47º aniversário de Brasília adicionou mais algumas atualizações na maquete, como a Biblioteca Nacional de Brasília, o Museu Nacional e a Ponte Juscelino Kubitschek, obras concluídas entre 2002 e 2007.